# Conn
Conn är i den keltiska mytologin på Irland kung av Connacht.
Conn är en bakgrundsgestalt i berättelserna i den så kallade "Ulster-cykeln".